# Lexovii

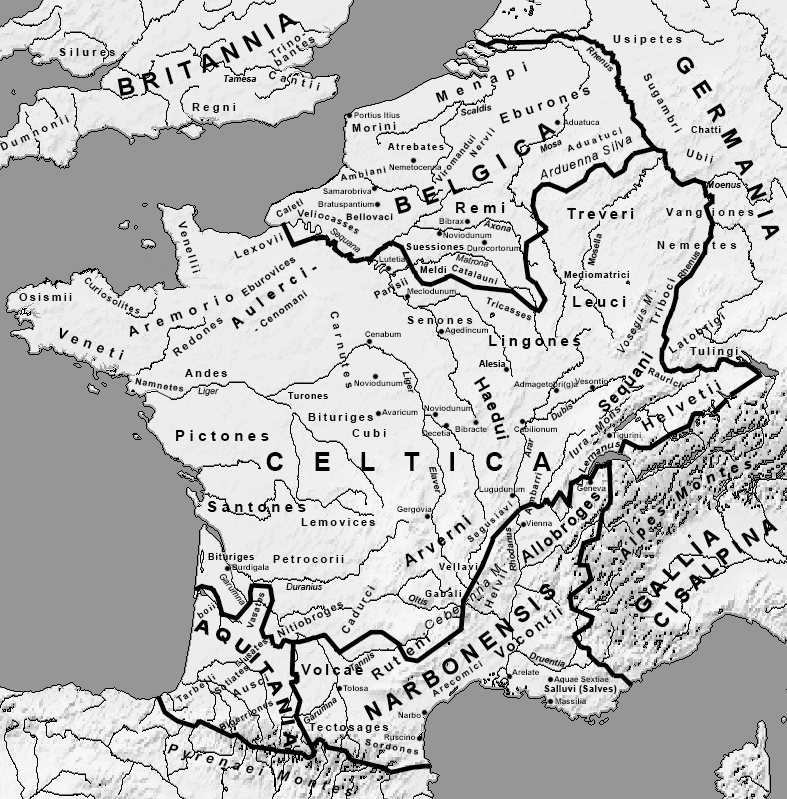
Gallië rond 54 v.Chr., met het gebied van de Lexovii aangegeven

De Lexovii waren een Gallische volksstam, die ten tijde van hun onderwerping in 57 v.Chr. door Julius Caesar woonden langs de Normandische kust, direct ten zuiden van de Seine. Hun leefgebied werd begrensd door de Kanaalkust in het noorden, de rivier de Dive in het westen, aan de overzijde waarvan de Baiocasses woonden, de Risle in het oosten en de heuvels van de Perche in het zuiden, waarachter de Aulerci Eburovices verbleven. Hun hoofdplaats heette onder Romeinse overheersing Civitas Lexoviorum (nu: Lisieux).

## Onderwerping door Julius Caesar
De stam werd vooreerst beschreven door Julius Caesar in zijn verslaglegging van de Gallische veldtochten Commentarii de Bello Gallico (hierna: BG). In de tijd dat de Gallische stam der Veneti zich voorbereidden op een aanval op hen door Julius Caesar, verzochten de Veneti hulp aan naburige Gallische stammen. Zo beantwoordden onder meer de Osismii, Lexovii en Namnetes aan de oproep van de Veneti (BG par III.9).
De Lexovii werden echter tezamen met de Venelli en de Coriosolitae beziggehouden door de drie legioenen van Romeins legaat Quintus Titurius Sabinus, terwijl Julius Caesar zuidelijker in De Venetische Oorlog de Veneti bevocht en overwon. De Lexovii brachten, evenals de naburige Aulerci Eburovices, de leden van hun stamraad om, die geen heil zagen in een oorlog tegen de Romeinen. Het verbond onder leiding van de Venellische hoofdman Viridovix probeerde Sabinus vervolgens tot een veldslag te verleiden, maar deze vond het te riskant om op te trekken tegen een Gallische overmacht. De Gallische krijgers van het verbond, overtuigd onder bedrog van een Galliër in Romeinse dienst dat dan een niet te missen gelegenheid was om het Romeinse fort in te nemen, dwongen Viridovix en de andere hoofdmannen tot een aanval over te gaan op het hooggelegen fort. De geallieerde Galliërs werden echter verpletterend verslagen door de Romeinen (B.G. III.17-19).

## De Romeinse tijd
De Lexovii namen deel aan de grote Gallische opstand onder Vercingetorix bij Alesia in 52 v.Chr., maar leverden met 3.000 krijgers een relatief bescheiden bijdrage aan de totale Gallische macht. Walckenaer veronderstelt dat het territorium van de Lexovii zowel de gebieden rond Lisieux en Bajocassus (Bayeux) besloeg, hoewel de laatste de hoofdplaats van de stam der Baiocasses was. Hij veronderstelt voorts dat de Baiocasses en de rond Vieux verblijvende Viducasses beide stammen waren, die in een cliëntrelatie met de Lexovii verkeerden.
Strabo vermeldde dat de Lexovii (Ληξόβιοι) handel dreven met landen rond de Middellandse Zee en Brittannië, waarbij Cornisch lood met Mediterrane olie en wijn werd geruild.
Het land van de Lexovii was een van de delen van Gallië, van waar de oversteek naar Brittannië werd gemaakt.